# どうして好きといってくれないの
「どうして好きといってくれないの」は、日本のAORバンドであるカルロス・トシキ&オメガトライブの4枚目、1986オメガトライブから数えると通算9枚目のシングルである。

## 解説
- TBS系のテレビ番組『世界・ふしぎ発見!』のテーマ曲として番組のエンディングに使用された。
- 「どうして好きといってくれないの」は、後に発売されたアルバム『BAD GIRL』にも収録されている。なお、カップリングの「ブラインド・プロフィール」は、後に発売されたボックスセット『1986 OMEGA TRIBE CARLOS TOSHIKI&OMEGA TRIBE COMPLETE BOX "Our Graduation"』に初収録された。

## 収録曲
- 全作曲: 林哲司、編曲: 新川博

1. どうして好きといってくれないの
  - 作詞: 売野雅勇
    - TBS系『世界・ふしぎ発見!』テーマソング
2. ブラインド・プロフィール
  - 作詞: 秋元康